# NGC 3075
NGC 3075 (другие обозначения — UGC 5360, MCG 3-26-9, ZWG 93.12, IRAS09562+1439, PGC 28833) — спиральная галактика (Sc) в созвездии Лев.
Этот объект входит в число перечисленных в оригинальной редакции «Нового общего каталога».
В галактике вспыхнула сверхновая SN 1998W типа II, её пиковая видимая звездная величина составила 17,3.